# Мисенка
Мисенка — река в России, протекает по Тверской области, Холмскому району Новгородской области.
Истоки реки находятся в Андреапольском районе и Торопецком районе Тверской области. Устье реки находится в 54 км по левому берегу реки Малый Тудер в 700 метрах к югу от деревни Малое Ельно. Длина реки составляет 15 км.
В Холмском районе река протекает по территории Морховского сельского поселения.

## Данные водного реестра
По данным государственного водного реестра России относится к Балтийскому бассейновому округу, водохозяйственный участок реки — Ловать и Пола, речной подбассейн реки — Волхов. Относится к речному бассейну реки Нева (включая бассейны рек Онежского и Ладожского озера).
Код объекта в государственном водном реестре — 01040200312102000023513.